# Logograf (pravo)
Logograf je profesionalni pisac govora za osobu koja treba da se u svojstvu stranke pojavi i govori u sudskom postupku. Logograf znači „onaj koji piše govor".

## Istorija
U 4. veku p.n.e. raširila se praksa da za stranke, govore sastavljaju profesionalni pisci govora (logografi), što je doprinelo razvoju sudskog besedništva u Atini. Uostalom smatra se da je retorika nastala upravo iz sudskog govora. Doduše, ova praksa se nije raširila samo u Atini, nego još i u 5. veku p.n.e. na Siciliji. Prvi tamošnji učitelji besedništva Koraks i Tisija, podučavali su građane kako treba govoriti pred sudom da bi se dobio spor i tako razvili prve principe retorike.Potom su Sofisti a naročito Gorgija, tu veštinu preneli u Atinu.
Bogati Atinjani su se trudili da svojim sinovima obezbede besedničko obrazovanje, kako bi mogli uspešno da nastupaju pred sudom, a i pred političkim telima. No, kako svi nisu imali sredstava za takvo dugotrajno obrazovanje, mnogi su angažovanju logografa po potrebi kada moraju pred sud.
Skoro svi grčki govornici su svoju besedničku karijeru započinjali kao pisci sudskih govora. Među logografima najistaknutiji su: Antifont, Lisija, Isokrat, Isej i Demosten.
Desetine Demostenovih i stotine drugih sačuvanih beseda logografa su danas najdragoceniji izvor za upoznavanje atinskog prava.

## Procvat sudskog govorništva u Atini
Izvori su sačuvali čak šezdesetak imena atinskih govornika, ali su samo desetorica njih počastvovani da sačinjavaju tzv. "aleksandrijski kanon"
Antifont je prvi koji Atinjanin koji se uspešno počeo profesionalno baviti retorikom odnosno logografijom.Ako je verovati Tuklidu, on je bio ne samo učitelj retorike i pisac sudskih govora, već i pravni savetnik klijentima koji bi ga angažovali , naravno uz novčanu naknadu.
posebno se specijalizovao za govore u slučaju ubistva(osobito za odbranu), a može se verovati da je sastavljao i skupštinske besede za predstavnike oligarhijske stranke(mada je sam izbegavao javno istupanje), te ga neki pominju i kao osnivača političkog stila u govorništvu.
Ipak , svi objavljeni Antifontovi govori bili su forenzične prirode.
Lisija je rođen oko 450.godine pre n.e. u Atini
Imao je mogućnost da već sa 15 godina, zajedno sa bratom putuje u Siciliju u grad Turij, gde gde ga je retorici verovatno podučavao Tisija.
Sa pedesetak godina započinje prvi put svoju pravničku karijeru tužbom zbog ubistva protiv jednog od "tridesetorice", Erastotena koji mu je uhapsio brata.To je jedini govor koji je sam i održao pred sudom, a zatim se u potpunosti posvetio pisanju forenzičnih govora.
Isokrat, rođen je 436. godine p. n. e. Besedničku školu otvorio je u Atini, blizu Likeiona, oko 390.godine p. n. e.
Demosten je toliko poznat kao besednik, da je gotovo postao sinonim za za grčko govorništvo, pa i simbol retorike uopšte.
sa nepunih osamnaest godina, od 336. do 362.godine p.n.e. dovodi ga u svoju kuću, otpočinje sticanje prvih znanja o govorništvu, ali pre svega sa ciljem da što uspešnije vodi spor sa strancima.

## Zadatak logografa
- sastavljanje ubedljivog govora za stranke;
- retorički efekat besede.

Logografa je sputavala okolnost da unapred ne može znati pravničke argumente koje će izneti druga strana.

## Školovanje govornika i udžbenici
Obrazovanje logografa je pre svega obuhvatalo učenje besedništva, što je jedno vreme bio nerazdvojivi deo opšteg obrazovanja. Učitelji retorike bi ih po pravilu upućivali u metode sve tri vrste govorništva-forenzičnog, deliberativnog, pa i epideiktičkog.Retorika se učila I iz udžbenika(téchnē),koji su svakako sadržavali I neke primere beseda, ali su prevashodno izlagali načela i principe govorništva odnosno teoriju govora. I ovi su udžbenici najpre bili u prvom redu okrenuti sudskoj besedi,da bi tek kasnije prerasli u opšte teorijske rasprave o govorništvu.

## Društveni status logografa
Logografi su imali nešto niži položaj na lestvici društvenog ugleda i moći. Logografi često nisu bili punopravni građani, već meteci. Logografi po pravilu nisu bili osobito – uticajne ličnosti. To je bio poziv ljudi koji su pripadali srednjim, pa i nižim društvenim slojevima.Reklo bi se da je posebno sramotno bilo prodavati duhovni rad pa i pisati besede za drugoga: za Sokrata su takvi ljudi „prodavci svoje slobode”. Jedini precizniji podatak sadrži fragment o odbrani Antifonta, gde se pominje da je ovaj logograf uzimao naknadu u iznosu od 1/5 odnosno 20% vrednosti spora  .

## Uloga logografa u pravnom sistemu
Logograf je svoju aktivnost obavljao pre nego što započne postupak i nije se pojavljivao na suđenju kao učesnik. Novčana nagrada je ne samo dozvoljeni, već najčešće i osnovni motiv logografa. Ne može se sasvim ni isključiti mogućnost da logograf na sudu nastupi kao sinegor svog prijatelja bez ikakvog honorara. Drugo je pitanje u kojoj je meri logograf pripremajući govor za stranku, delovao kao pravnik koji traga za dokazima, proučava pravne norme i daje savete za vođenje parnice, a koliko je njegova uloga bila literarno-retoričke prirode. Jedna krajnost je stav da logografi često nisu pisali ni ceo govor, već su samo bili savetodavci o najvažnijim pravnim problemima spora .

## Literatura
- "Isejevo sudsko besedništvo i atinsko pravo"
- "Uporedna pravna tradicija"
- Todd, S.C. A Commentary on Lysias: Speeches 1-11. Oxford: Oxford University Press, 2007.